# Атаскосита (Техас)
Атаскосита (англ. Atascocita) — статистически обособленная местность (СОМ) в округе  Харрис  в штате Техас США. Входит в агломерацию Большой Хьюстон. По данным переписи 2020 года, её население составляло 88 174 человека. Расположена к северу и югу от шоссе FM-1960, примерно в 6 милях (10 км) к востоку от Хамбла и в 18 милях (29 км) к северо-востоку от центра Хьюстона в северо-восточной части округа Харрис.

## История
Название Атаскосито происходит от военного форпоста Атаскосито и последующей дороги, построенной испанцами в 1756 году. Дорога Атаскосито тянулась от Испанской Луизианы на востоке до Сан-Антонио на западе, соединяя восточный Техас с остальной частью Новой Испании. Дорога Атаскосито была основным маршрутом для американских мигрантов, переезжающих в Техас в 1820-х и 1830-х годах. Неясно, когда именно название поменялось на Атаскоситу.
Город Хьюстон присоединил части того, что впоследствии стало Атаскоситой в 1960-х годах, но они были отсоединены в конце 1970-х годов.
Строительство в этом районе началось в 1970-х годах. В 1990-х годах Атаскосита включала пятнадцать районов и была одним из самых быстрорастущих районов в Большом Хьюстоне.
Бюро переписи населения США впервые создало СОМ Атаскоситу для переписи населения США 2000 года. Город Хьюстон осуществил ограниченное целевое присоединение в Атаскосите после 2000 года, таким образом сократив территорию СОМ.
В 2009 году Gadberry Group назвала Атаскоситу одним из «9 с 2009 года» наиболее заметных районов с высоким ростом в Соединенных Штатах. Перепись 2010 года показала численность населения Атаскоситы в 65 844 человека, что больше, чем 35 757 человек по переписи 2000 года.
В Атаскосите есть две общественные газеты, The Tribune Newspaper и The Atascocita Observer.

## Демография

### Перепись 2020 года
По данным переписи населения США 2020 года, в СОМ проживало 88 174 человека, 26 022 домохозяйства и 20 636 семей. По данным переписи 2010 года, в СОМ проживало 65 844 человека, 11 006 домохозяйств и 9 432 семьи. Плотность населения составляла 1 296,3 жителей на квадратную милю (500,5/км²). Насчитывалось 11 342 единицы жилья при средней плотности 411,2 на квадратную милю (158,8/км²).

## Парки и отдых
Водохранилище Хьюстон находится в районе Атаскоситы. Сид Кирни, автор путеводителя Marmac по Хьюстону и Галвестону, сказал, что Атаскосита является «синонимом гольфа, тенниса и других замечательных мест отдыха на озере Хьюстон».